# Saptari District
Saptari District er et af Nepals 75 administrative og politiske regioner, betegnet distrikter (lokalt betegnet district, zilla, jilla el. जिल्ला). Saptari er et distrikt i lavlandet Terai, som ligger i Sagarmatha Zone i Eastern Development Region.
Saptari areal er 1.363 km² og der boede ved folketællingen 2001 i alt 570.282 og i 2007 637.005 og i 2011 639.284 i distriktet. Distriktets politiske organ District Development Committee er sammensat gennem indirekte valg, med repræsentation fra hver af de 9-17 administrative enheder ilakaer, hvert distrikt er opdelt i. 
Saptari District er endvidere opdelt i 115 udviklingskommuner (lokalt navn: Gaun Bikas Samiti (G.B.S.) el. Village Development Committee (VDC)), hvoraf byer med over 10.000 indbyggere kategoriseres som købstæder (municipalities). 
Saptari District er udviklingsmæssigt – gennem anvendelse af FN og UNDP's Human Development Index – kategoriseret som nr. 41 ud af Nepals 75 distrikter.

## Eksterne links
- Kort over Saptari District
- Saptari District sundhedsprofil – fra FN-Nepal (på engelsk)

26°35′N 86°45′Ø / 26.58°N 86.75°Ø